# Wasserläufer (Gattung)

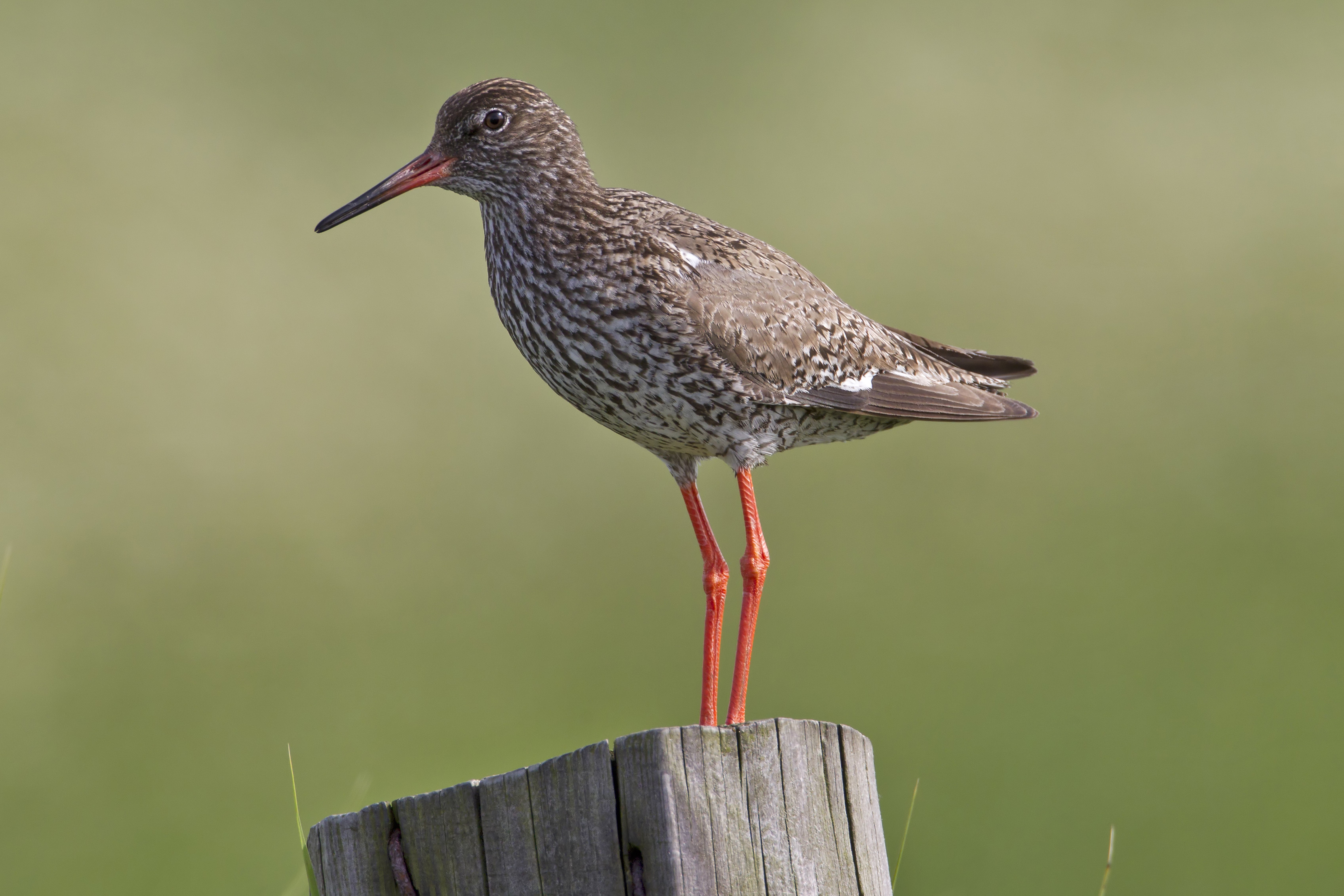
Rotschenkel

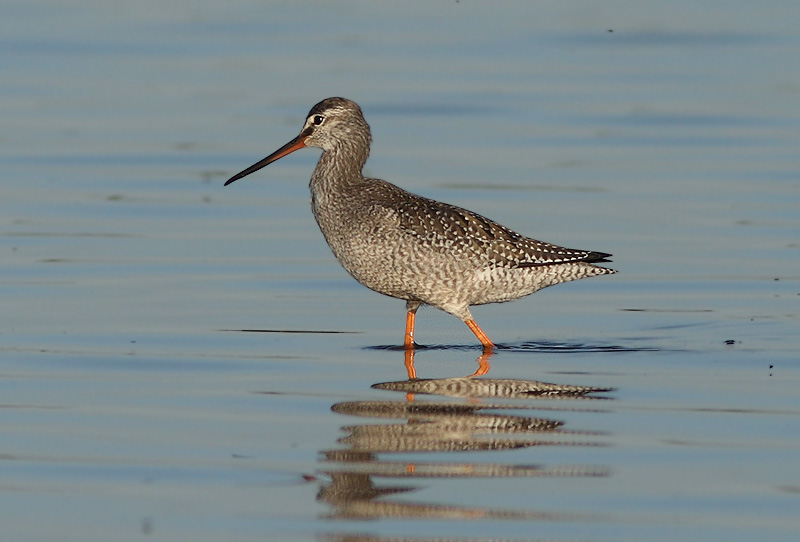
Dunkler Wasserläufer

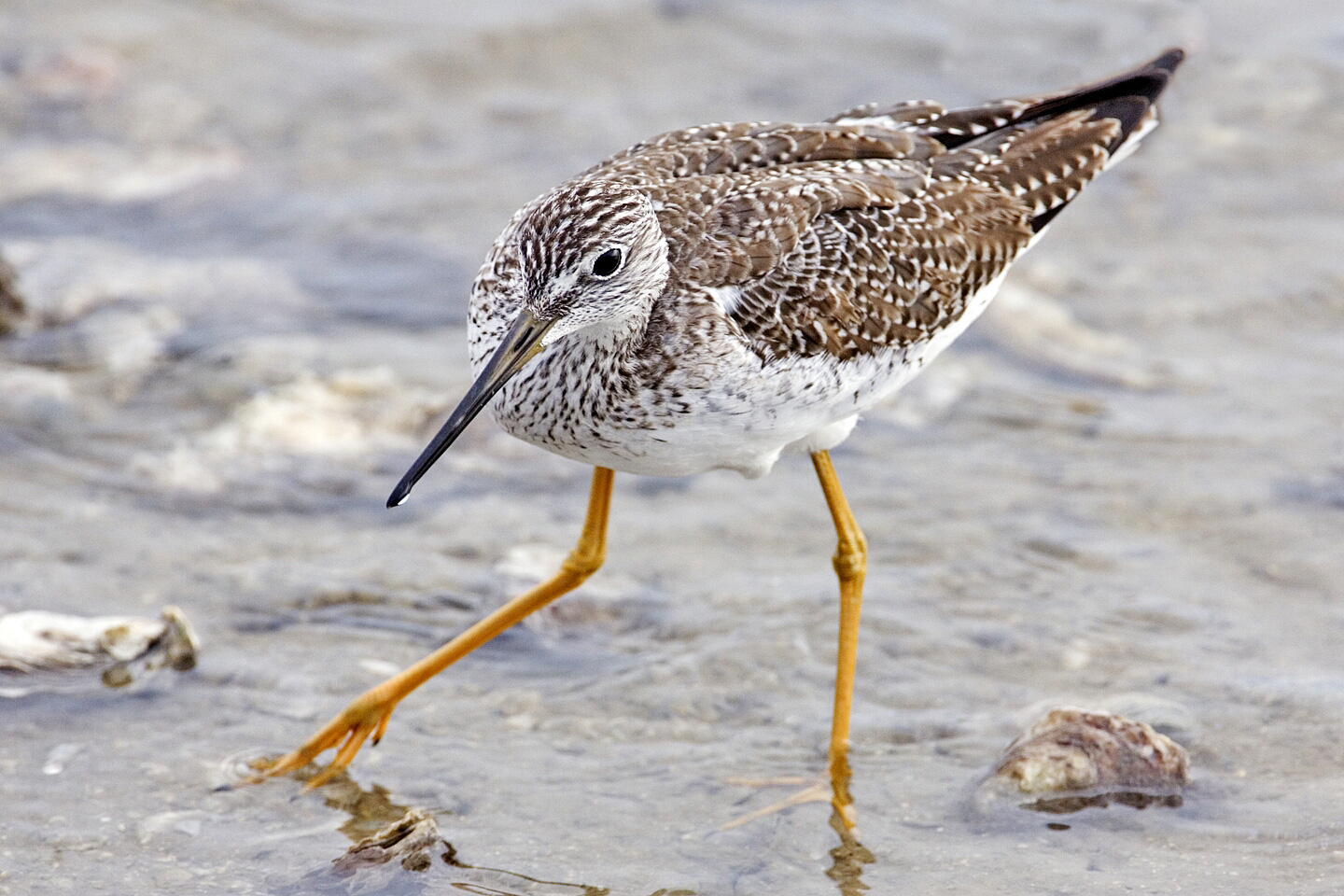
Großer Gelbschenkel

Die Wasserläufer (Tringa) sind eine Gattung aus der Familie der Schnepfenvögel. Die Wasserläufer-Arten sind insbesondere im Schlichtkleid einander sehr ähnlich. Die meisten verfügen jedoch über sehr typische und auffällige Rufe, an denen sie gut zu bestimmen sind.
Nach Untersuchungen der mitochondrialen DNA ist auch der Schlammtreter – bisher in die monotypische Gattung Catoptrophorus gestellt – in diese Gattung einzugliedern. Diese nordamerikanische Art ist etwa so groß wie eine Pfuhlschnepfe und damit größer als alle anderen Arten der Gattung.
Wasserläufer fressen Land- und Süßwasserinsekten, kleine Krebstiere, Würmer und Mollusken. Bei einigen Arten gehören auch kleine Fischchen und Kaulquappen zum Nahrungsspektrum. Ihre Nahrung finden sie überwiegend im Flachwasser. Der Grünschenkel und der Dunkle Wasserläufer suchen Nahrung auch noch in verhältnismäßig tiefem Wasser. Dies ist möglich, weil insbesondere beim Dunklen Wasserläufer die Nasenlöcher des relativ langen und dünnen Schnabels sehr hoch angesetzt sind.
Unter den Wasserläufern finden sich sowohl Bodenbrüter als auch solche Arten, die in Baumnestern brüten. Der Waldwasserläufer nutzt ebenso wie der Einsiedelwasserläufer aufgegebene Nester andere Vogelarten. Besonders häufig werden Drosselnester genutzt. Die Gelege umfassen gewöhnlich vier Eier.

## Wasserläufer der Avifauna Mitteleuropas
Zu den in Mitteleuropa vorkommenden Arten gehört der Rotschenkel, der in Europa und Asien vom Mittelmeer und den Steppen- und Wüstengebieten bis an den Nordrand der Baumgrenze brütet.
Der etwas größere Grünschenkel brütet im Norden Europas und Asiens. Er ist in Mitteleuropa vor allem während der Zugzeiten zu beobachten. Zu den wichtigsten Winterquartieren gehört unter anderem die Atlantikküste Westeuropas.
Der Dunkle Wasserläufer ist ein Brutvogel der Arktis und der nördlichen borealen Nadelwaldzone. In Mitteleuropa ist er während der Zugzeiten ein regelmäßiger Durchzügler sowohl an der Küste als auch im Binnenland. Während des Höhepunktes des Zuges können in den Niederlanden 5.000 bis 10.000 Individuen beobachtet werden. In kleiner Zahl überwintern Dunkle Wasserläufer auch in Belgien, dem niederländischen Rheindelta und im Nordwesten Deutschlands.
Bis in die 1950er Jahre brütete der Waldwasserläufer fast ausschließlich östlich der Oder. Seitdem hat es eine deutliche Änderung der Bestandssituation in Mitteleuropa gegeben. Während es in Polen einen deutlichen Rückgang der Bestände gab, kommt es seit den 1960er Jahren zu einer Arealausweitung und einer Bestandszunahme im Norden und Osten Deutschlands. Brutpaare wurden zuerst in Mecklenburg-Vorpommern, Niedersachsen und im Süden Schleswig-Holsteins beobachtet. Seit den 1970er Jahren ist der Waldwasserläufer auch Brutvogel in Brandenburg, Sachsen und Sachsen-Anhalt. In Österreich gibt es seit den 1980er Jahren Nachweise während der Brutzeit. In Dänemark wurde der Waldwasserläufer erstmals 1956 beobachtet, Mitte der 1990er Jahre betrug die Zahl  der Brutpaare 50–60. In Finnland hat der Waldwasserläufer sein Brutareal nach Norden ausgedehnt und brütet jetzt unter anderem in Lappland, in Russland ist er auch Brutvogel auf der Kola-Halbinsel.
Der knapp starengroße Bruchwasserläufer ist ein Brutvogel der gemäßigten und borealen bis subarktischen Tundrenzone. In Mitteleuropa ist er ein sehr seltener, nur lokal vorkommender Brut- und Sommervogel. Er ist häufiger und regelmäßiger während der Zugzeiten als Durchzügler und Rastvogel zu beobachten.

## Arten
Die folgenden Arten gehören zur Gattung der Wasserläufer:
- Grauschwanzwasserläufer (T. brevipes)
- Dunkler Wasserläufer (T. erythropus)
- Kleiner Gelbschenkel (T. flavipes)
- Bruchwasserläufer (T. glareola)
- Tüpfelgrünschenkel (T. guttifer)
- Wanderwasserläufer (T. incanus)
- Großer Gelbschenkel (T. melanoleuca)
- Grünschenkel (T. nebularia)
- Waldwasserläufer (T. ochropus)
- Einsiedelwasserläufer (T. solitaria)
- Teichwasserläufer (T. stagnatilis)
- Schlammtreter (T. semipalmata)
- Rotschenkel (T. totanus)

## Belege

### Einzelbelege
1. ↑  Peter E. Lowther, Hector D. Douglas III, Cheri L. Gratto-Trevor: Willet (Tringa semipalmata) in A. Poole (Hrsg.): The Birds of North America Online, Cornell Lab of Ornithology, Ithaca 2001, doi:10.2173/bna.579
2. ↑   Hans-Günther Bauer, Einhard Bezzel und Wolfgang Fiedler (Hrsg.): Das Kompendium der Vögel Mitteleuropas: Alles über Biologie, Gefährdung und Schutz. Band 1: Nonpasseriformes – Nichtsperlingsvögel, Aula-Verlag Wiebelsheim, Wiesbaden 2005, ISBN 3-89104-647-2, S. 498
3. ↑   Hans-Günther Bauer, Einhard Bezzel und Wolfgang Fiedler (Hrsg.): Das Kompendium der Vögel Mitteleuropas: Alles über Biologie, Gefährdung und Schutz. Band 1: Nonpasseriformes – Nichtsperlingsvögel, Aula-Verlag Wiebelsheim, Wiesbaden 2005, ISBN 3-89104-647-2, S. 510